# Стрелов, Ефим Дмитриевич
Ефим Дмитриевич Стрелов (1887—1949) — советский архивист, краевед, музейный работник, основатель архивного дела в Якутии.

## Биография
Четвёртый сын в семье мещанина Дмитрия Аполлоновича Стрелова — впоследствии купца 1-й гильдии, владельца известного в Якутии торгового дома «Стрелов и Компания».
В 1907 году окончил Якутское реальное училище. С юности посвятил себя краеведческой работе. В 1912 году с отличием окончил Московский археологический институт и защитил диссертацию на тему «Историко-археологический очерк Якутской области».
В 1912—1928 годах — архивариус  Якутского областного правления, консерватор Якутского областного музея, председатель распорядительного комитета Якутского отдела Русского географического общества, заведующий археологической секцией подотдела изучения Якутской губернии при губнаробразе, член научного отдела Наркомпросздрава ЯАССР и Якутского краевого географического общества. В 1927 году был награждён Малой серебряной медалью Российского географического общества и избран член-корреспондентом Центрального бюро краеведения.
В 1928 году Стрелов был уволен с должности заведующего Якутским Центрархивом как «социально чуждый элемент».
Стрелов был знаком с известным исследователем Сибири, геологом Иваном Паисьевичем Атласовым, которому в 1932 году подарил свой фундаментальный труд «Акты архивов Якутской области (с 1650 г. до 1800 г.)» (Том 1-й. Якутск).
В 1933 году переехал с семьей в Новосибирск.
В последние годы жизни Стрелов работал старшим научным сотрудником и директором Новосибирского краеведческого музея.
Умер от туберкулёза лёгких, похоронен в Новосибирске.